# Lagunas de Campillos
Las lagunas de Campillos son una reserva natural y humedal situado en la provincia de Málaga, Andalucía, España.
Se trata de una zona húmeda de origen endorreico de 80 ha de extensión, rodeada por 1.046 ha de zona de protección adicional. Está situada al suroeste de la laguna de Fuente de Piedra, dentro del término municipal de Campillos. El conjunto, de topografía llana, consta de once lagunas: laguna Dulce (la de mayor extensión), laguna Salada, de Capacete, de Camuñas, del Cerero, Redonda, del Lobón, del Toro, de la Marcela, así como por las lagunas Panza y Menaute. Todas son de origen endorreico, tienen carácter estacional y presentan una salinidad relativamente alta. Contiene vegetación lacustre de carrizos y juncos.
La fauna está representada por aves acuáticas, así como por flamencos, cigüeñuelas, fochas y avocetas. Entre los reptiles encontramos el lagarto ocelado, la culebra bastarda, la viperina y la culebra de agua. La liebre, el conejo, la rata de agua, el zorro y la comadreja son los mamíferos más abundantes.

## Características físicas y bióticas

### Geología
Las lagunas de Campillos se encuentran situadas dentro de las cordilleras Béticas y los materiales sobre los que se asientan pertenecen a  la Zona Subbética, dentro de las Zonas Externas. Los materiales que afloran en la reserva están constituidos por depósitos de aspecto caótico de edad triásica, y por los de la cobertera mesozóico-terciaria, representados, casi de forma exclusiva, por flyschs terciarios de calcarenitas y margas. 
La topografía del área donde se localizan las lagunas de Campillos es fundamentalmente llana. Por ello, el relieve, que no presenta apenas signos de degradación, denota un drenaje poco definido sobre materiales detríticos potencialmente muy erosionables. La escorrentía es de tipo  difuso produciendo fenómenos de erosión laminar que colmatan, aunque lentamente, las depresiones y empobrecen los suelos. Se trata de un área típicamente endorreica donde no existen corrientes superficiales y la erosión subterránea ha minado la superficie originando depresiones someras cerradas donde se alojan estas lagunas. 

### Clima
Su situación al norte de la provincia de Málaga hace partícipe a la reserva natural de las características y peculiaridades climáticas de  esta  área, clima templado cálido mediterráneo, cuyos rasgos principales son una estación seca, fuerte calor estival y unas temperaturas invernales  generalmente suaves. A éstos, habría que añadir las características locales propias, como su ubicación dentro de la depresión de Antequera,  la lejanía al mar, y los relieves colindantes (serranías de Antequera y Ronda), que ejercen de barrera a la influencia marítima, lo que confiere cierto carácter continental y, por tanto, un clima más riguroso, tanto en invierno como en verano.
La temperatura media anual, 16,8 °C, refleja, con relación a otras áreas de la provincia, la influencia que ejerce su localización en el interior de una depresión, la altura y la continentalidad. Durante el invierno, la temperatura desciende gradualmente, alcanzándose la mínima   en diciembre con 9,1 °C, muy similar a la media estacional, de 9,6 °C. Solo el mes de febrero supera los 10 °C, mientras que ningún mes baja de los 9 °C, por lo que no se puede hablar de un invierno térmico en sentido estricto. A partir de marzo, con 12,3 °C, las temperaturas medias se elevan progresivamente hasta llegar a los meses más cálidos de junio, 21,5 °C, julio, 26 °C, con máxima en agosto, 26,6 °C. La distribución media de las temperaturas por estaciones indica que el invierno es la más fría, 9,6 °C, seguida de la primavera, el otoño y el verano, 24,7 °C, lo que indica un clima mediterráneo. 
Dentro de la provincia de Málaga y respecto al total de precipitación anual, 443,7 mm, las lagunas de Campillos se incluyen en la zona seca. La doble influencia atlántica-mediterránea propia de estas áreas del sur de la península se aprecia en el régimen anual de precipitación. Durante el invierno, los vientos del noroeste y oeste producen abundante nubosidad, al arrastrar los sistemas frontales que cruzan el Atlántico. En esta situación, es cuando se registran los temporales de lluvias más duraderos. 

### Hidrología
Las cuencas del complejo de lagunas presentan un relieve que apenas ha experimentado degradación, por lo que se manifiesta un drenaje incierto, de débil energía. La red de escorrentía tiene un carácter marcadamente estacional. Esto determina que el agua ocupe las lagunas temporalmente,  desde comienzos de otoño a principios de verano, secándose totalmente en verano en un cálido y seco país, cuya lluvia media anual es de 393 mm. y con una evapotranspiración mayor de 800 mm.
El fenómeno geomorfológico con mayor interés en la zona es el endorreísmo, cuyo origen se encuentra en los fenómenos kársticos que afectan a los materiales triásicos como consecuencia de los materiales evaporíticos que contienen.
Esta cuenca presenta un comportamiento muy semejante al que tiene lugar en otras cercanas que encierran lagunas del mismo origen que las de Campillos, como Fuente de Piedra y Ratosa. Así, en el entorno de la reserva, los materiales calcáreos subbéticos, los detríticos del Tortoniense y las formaciones cuaternarias que afloran en la cuenca y que, por sus características, son materiales constituyentes de acuíferos, puede considerarse hidraúlicamente conectados entre sí, formando un único conjunto.  

## Flora y fauna
En la zona existen ecosistemas terrestres, que comprenden la Zona Periférica de Protección de las lagunas, y acuáticos, que son las propias  cubetas inundables, con la orla de vegetación perilagunar asociada de las lagunas, Dulce, Salada, Cerero, Camuñas y Capacete. 

### Ecosistemas terrestres
La vegetación natural es escasa debido al laboreo secular de las tierras. Las manchas de matorral existentes están muy degradadas y quedan restos en lindes de terrenos y bordes de caminos. Solo son importantes en la cuenca de drenaje de la laguna de Camuñas, que está mucho menos utilizada, pero sobre todo en zonas que no entran dentro de los límites definidos para la reserva. No entran en competencia con las comunidades situadas en los suelos salinos perilagunares, al estar limitadas por causas fisiológicas. Especies de este matorral son: Salvia rosmarinus (romero), Helichrysum stoechas, Cistus albidus (jara), Helianthemum hirtum, Phlomis purpurea (matagallo), Thymus zygis (tomillo), Tymbra capitato, Teucrium polium, Ulex parviflorus (aulaga), Medicago sp, Satureja sp, Sideritis sp, Euphorbia nicaeensis. En la laguna de Camuñas existe un pie de lentisco (Pistacia lentiscus) como testigo del matorral noble natural de la zona. 
La fauna asociada a los ecosistemas terrestres es variada. Entre los reptiles se encuentran: salamanquesa común, lagartija cenicienta, eslizón tridáctilo, culebra de herradura, culebra de escalera y culebra bastarda. Asociadas a estos ecosistemas se detectan algunas poblaciones de aves calificadas como constantes y accesorias: 
- En el olivar, asociados a los árboles se encuentran: abubilla, verderón común, jilguero, verdecillo, gorrión común, tórtola común, mosquitero común, curruca cabecinegra, zorzal común, alcaudón real, alcaudón común y carbonero común. Asociadas al suelo: cogujada común y perdiz común.

- En el matorral de las cunetas se encuentran curruca cabecinegra, jilguero, verdecillo y alcaudón común y en las zonas abiertas de la carretera se asocia la lavandera blanca. En las zonas de trigal están sisón, perdiz, codorniz y lavandera blanca.

- En las comunidades que bordean a las lagunas, cuya vegetación está compuesta principalmente por gramíneas y leguminosas, habitan bisbita común y alondra común en las zonas más húmedas y, en las secas, calandria común y cogujada común.

- En los bordes de los cultivos intensivos se encuentra el triguero. En columnas de cercas, de menos de 4 m de altura, se sitúa la golondrina común y en columnas de más de 4 m se encuentran el vencejo común y el avión común.

- En épocas de paso, se encuentran rapaces diurnas como buitre común, halcón abejero, milano real, ratonero común, aguilucho pálido, aguilucho cenizo, aguilucho lagunero, águila perdicera, águila calzada, águila pescadora, halcón peregrino, esmerejón, cernícalo primilla y cernícalo vulgar. Calificadas como accidentales, pero que en algunos casos, como buitrón, lechuza, autillo y mochuelo anidan en el entorno, se  encuentran: alcaraván, canastera, paloma torcaz, carabo común, lechuza campestre, chotacabras gris, vencejo pálido, abejaruco, terrera común, cogujada montesina, totovía, golondrina daurica, avión zapador, papamoscas gris, papamoscas cerrojillo, curruca capirotada, curruca mirlona, curruca rabilarga, curruca sarda, zarcero común, buscarla pintoja, petirrojo, tarabilla norteña, tarabilla común, collalba rubia, zorzal alirrojo, bisbita campestris, lavandera cascadeña, pardillo, pinzón vulgar, pinzón real, estornino negro, cuervo, grajilla, chova piquirroja y abejaruco.

En cuanto a las especies que anidan en la zona señalar: 
- Entre los campos cultivados que se encuentran en el entorno del vaso lacustre, principalmente de trigo y girasol: buitrón, perdiz, calandria común, ánade real, codorniz, chorlitejo patinegro, sisón, cogujada común y triguero].

- En el estrato arbóreo del olivar, entre las ramas: jilguero, verderón común, verdecillo, tórtola, alcaudón común y alcaudón real; en oquedades del tronco y las ramas, mochuelo, abubilla, autillo y carbonero común; y en el suelo del olivar lo hacen lavandera boyera y cogujada común.

- En la zona silvestre que queda entre la orla perilagunar y los cultivos: lavandera boyera, codorniz, calandria común, cogujada común, ánade  real, perdiz y buitrón; y en los caseríos que rodean al entorno anidan lechuza, golondrina común, avión común y vencejo común.

Entre los mamíferos existen poblaciones ligadas entre sí y con otras comunidades (tanto de vegetación como de invertebrados y otros vertebrados) por variadas relaciones tróficas. Como fitófagos se encuentran el ratón casero, ratón de campo, topillo común, rata de agua (que  está más asociada con los ecosistemas acuáticos), rata de campo, rata común, liebre y conejo. Como insectívoros: musarañita, musaraña común, erizo común, topo ciego y murciélago común. Como carnívoros sensu stricto están solamente el zorro y la comadreja.

### Ecosistemas acuáticos

#### Laguna Dulce

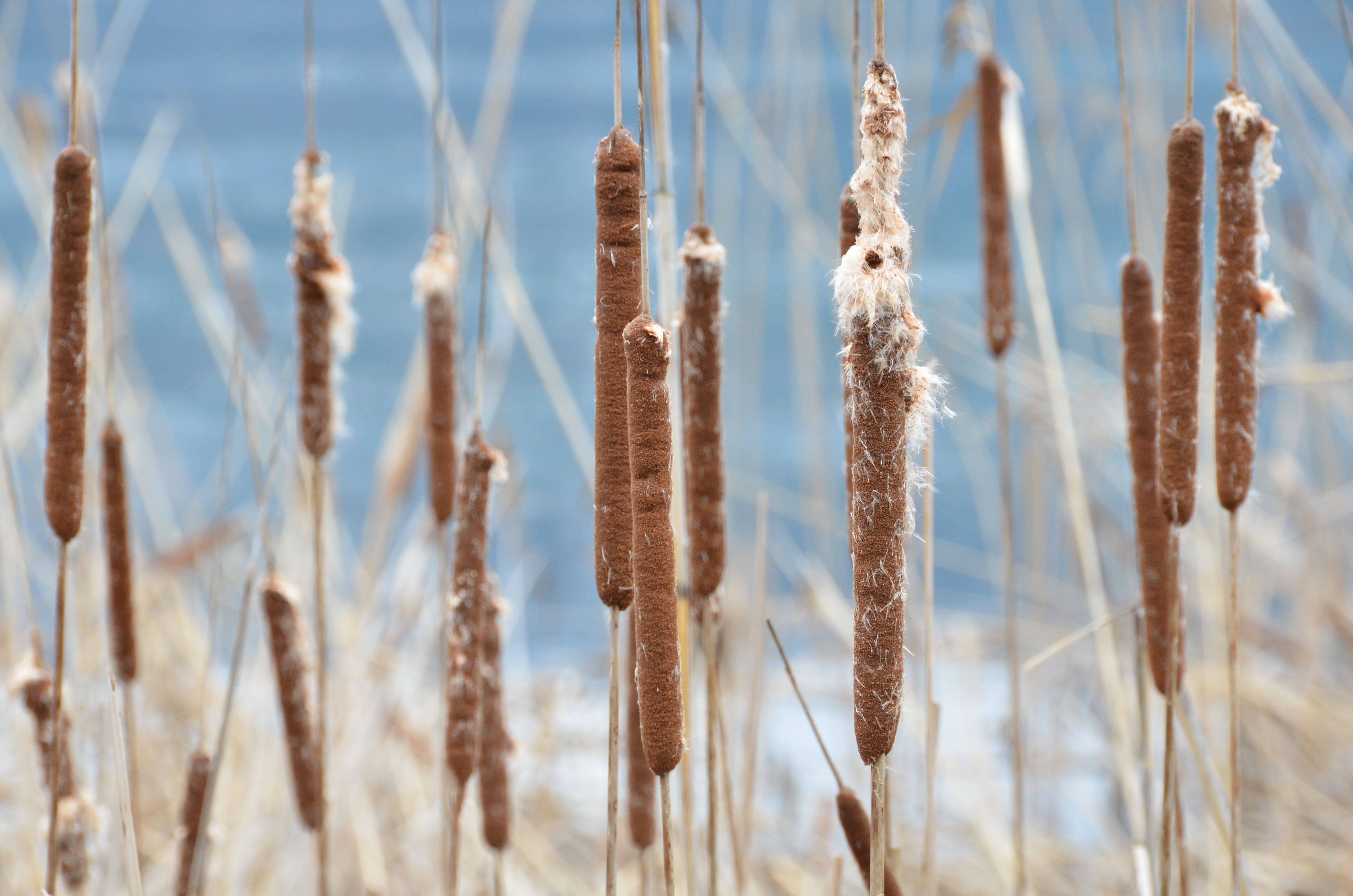
Ejemplares de Typha angustifolia

Asociada a los suelos salinos que rodean a la laguna entre la orla perilagunar propiamente dicha y la zona en que empiezan los cultivos y pudiendo invadir zonas de la cubeta, a medida que se retiran las aguas, existen dos tipos de especies vegetales: 
- Vegetación anual que requiere una moderada concentración de sales y un cierto contenido en nitrógeno (halonitrófilas): Frankenia pulverulenta, Parapholis incurva, Sphenopus divaricatus, Suaeda splendens, Hordeum murinum, Polypogon monspeliensis y Halopeplis amplexicaulis.

- Vegetación de especies vivaces que requieren suelos fuertemente salinos húmedos o encharcados: Arthrocnemum fruticosum, Arthrocnemum glaucum, Hymenolobus procumbens, Sphenopus divaricatus, Polygonum maritimum, Spergularia marina, Suaeda fruticosa y Suaeda maritima.

Las especies integrantes de la orla perilagunar de la laguna, que está restringida a la zona norte y oeste son: Polypogon maritimus,  Typha angustifolia (anea), juncales de Scirpus maritimus, Lythrum junceum, Scirpus holoschoenus (junco churrero), Juncus maritimus y Phragmites australis (carrizos). 
Las principales especies que integran la comunidad de macrófitos sumergidos son: Chara galioides, Ruppia drepanensis,  Tolypella hispanica, Zannichellia palustris y Althenia orientalis. La mayoría de éstas y las encontradas en la orla perilagunar y en los suelos salinos circundantes, son indicadoras de aguas salinas. 
Hay pocos datos sobre las comunidades faunísticas acuáticas y la mayoría corresponden a crustáceos heloplanctónicos, que son de los que  mejor caracterizan limnológicamente a los humedales. En muestras tomadas en abril de 1982, se identificaron: Daphnia mediterranea, Moina mongólica (Cladóceros) y Arctodiaptomus salinus (Copépodo diaptómido), típicas de aguas hiperhalinas. 
Entre los anfibios se detectan: sapillo moteado, sapo corredor y rana verde común, todas ellas en muy bajo número. Esta  comunidad es una de las que más ha sentido el impacto de las desecaciones. Entre los reptiles, solo la culebra viperina se encuentra asociada con la laguna. 
Las aves calificadas como constantes y accesorias, detectadas en esta laguna han sido: 
- Asociadas a la parte de la orla desprovista de vegetación y generalmente embarrada, sobre todo en su parte más cercana al agua: chorlitejo patinegro, chorlitejo grande, archibebe común y andarrios grande.

- Asociadas al agua libre de la propia laguna y en charcas de los alrededores: ganso común, ánade real, ánade rabudo, ánade friso, ánade silbón, cerceta carretona, pato cuchara, pato colorado, porrón común y malvasía.

- En la masa de agua de mediana profundidad: cigüeñuela, avoceta y aguja colinegra.

- En la orla de vegetación emergente y encharcada: lavandera boyera, bisbita común, archibebe común, andarrios grande y agachadiza común.

- Entre los carrizos: la lavandera boyera y el buitrón.

Como especies accidentales, se han encontrado otras aves acuáticas como el somormujo lavanco, zampullín cuellinegro, zampullín chico, garza real, garcilla bueyera, flamenco rosa, grulla, polla de agua, focha común, avefría, chorlito dorado común, chorlitejo chico, zarapito real, correlimos gordo, correlimos zarapitín, correlimos común, correlimos menudo, archibebe oscuro, archibebe claro, andarríos chico, agachadiza chica, combatiente, gaviota cana, gaviota argentea, gaviota reidora, gaviota picofina, gaviota sombría, pagaza piconera, fumarel cariblanco, fumarel común, carricero tordal, carricero común, escribano palustre y aguilucho lagunero. 
Como mamífero solo se ha encontrado asociada al agua a la rata de agua. 

#### Laguna Salada

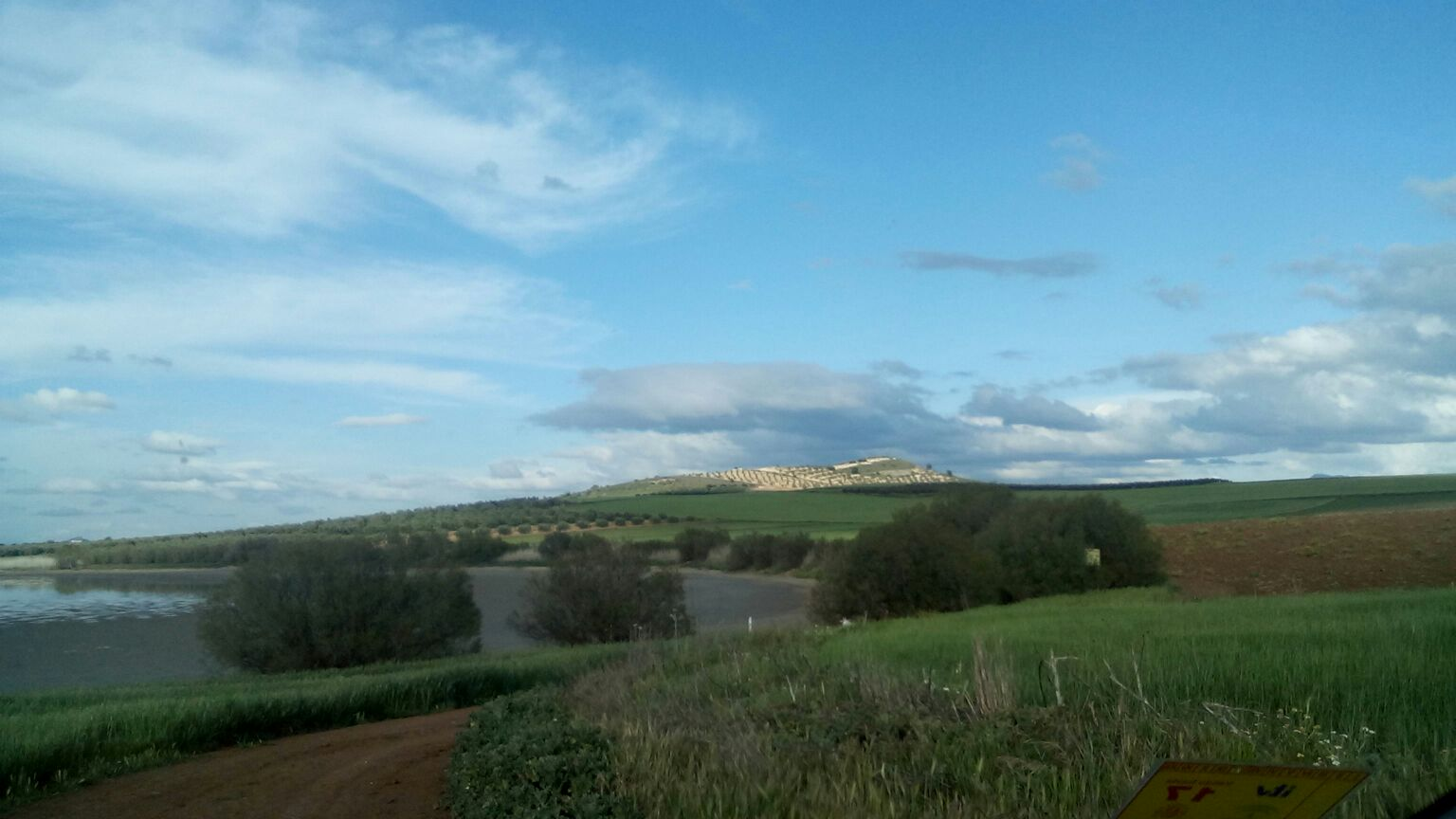
Laguna Salada

Las comunidades de esta laguna son mucho menos diversas que en el caso de la laguna Dulce. En cuanto a la vegetación de la orla perilagunar solo  se ha citado en esta laguna a Phragmites australis, ya que desde 1982 y hasta fechas recientes este subsistema ha estado sometido a una fuerte presión antrópica. 
En la cubeta se han citado: Althenia orientalis, taxón con interés singular a nivel nacional y europeo, Chara aspera, Chara  galioides, Ruppia drepanensis, Ruppia maritima y Zannichellia palustris, muchas de ellas indicadoras de salinidad y otras tolerantes. 
Hay pocos datos sobre las comunidades faunísticas acuáticas, y la mayoría corresponden a los crustáceos heloplanctónicos. En muestras tomadas en abril de 1982, se identificaron: Branchinella spinosa, Moina mongólica (Cladóceros), Arctodiaptomus salinus (Copépodo   diaptómido) y Cletocamptus retrogressus (Copépodo harpacticoide), todas ellas típicas de aguas hiperhalinas. Entre estas especies cabe destacar a Branchinella spinosa perteneciente a un grupo muy antiguo actualmente restringido a ecosistemas muy sometidos a tensión que no permiten el desarrollo de depredadores. 
Las aves citadas en esta laguna son: somormujo lavanco, malvasía, zampullín cuellinegro, zampullín chico, flamenco rosa, ánade real, cerceta común, pato cuchara, focha común, avefria, cigüeñuela, chorlitejo grande, chorlitejo chico, chorlitejo patinegro, aguja colinegra, correlimos zarapitín, correlimos común, correlimos menudo, archibebe común, combatiente, gaviota reidora, pagaza piconera, fumarel común y aguilucho lagunero.

#### Laguna Cerero
Es una laguna bastante degradada por actividad antrópica, con acumulación de escombros en las orillas.  La vegetación de la orla perilagunar está escasamente representada debido a los usos agrícolas y solo se han citado a Phragmites australis y Tamarix africana, así como una pequeña franja de vegetación halófila. En la cubeta se han citado las siguientes especies: Althenia orientalis, Riella helicophylla, que es una hepática (Briófito) bastante rara y Ruppia drepanensis, especies indicadoras de aguas salinas. 
En cuanto a la fauna, citar las siguientes especies: Branchinella spinosa (Anostráceo), Daphnia mediterranea (Cladócero) y Cletocamptus retrogressus (Copépodo  harpacticoide), es decir una comunidad  característica  de aguas muy salinas. Entre estas especies   cabe destacar a Branchinella spinosa por su rareza. Entre las aves destacan: zampullín cuellinegro, zampullín chico, flamenco rosa, ánade real, ánade friso, ánade silbón, pato cuchara, pato colorado, focha común, cigüeñuela, avoceta, chorlitejo grande, chorlitejo chico, chorlitejo  patinegro, correlimos menudo, correlimos común, archibebe común, gaviota reidora, alcavarán, pagaza piconera, fumarel común y fumarel cariblanco. En general, las comunidades observadas son mucho menos diversas que en el caso de la laguna Dulce. 

#### Laguna de Camuñas

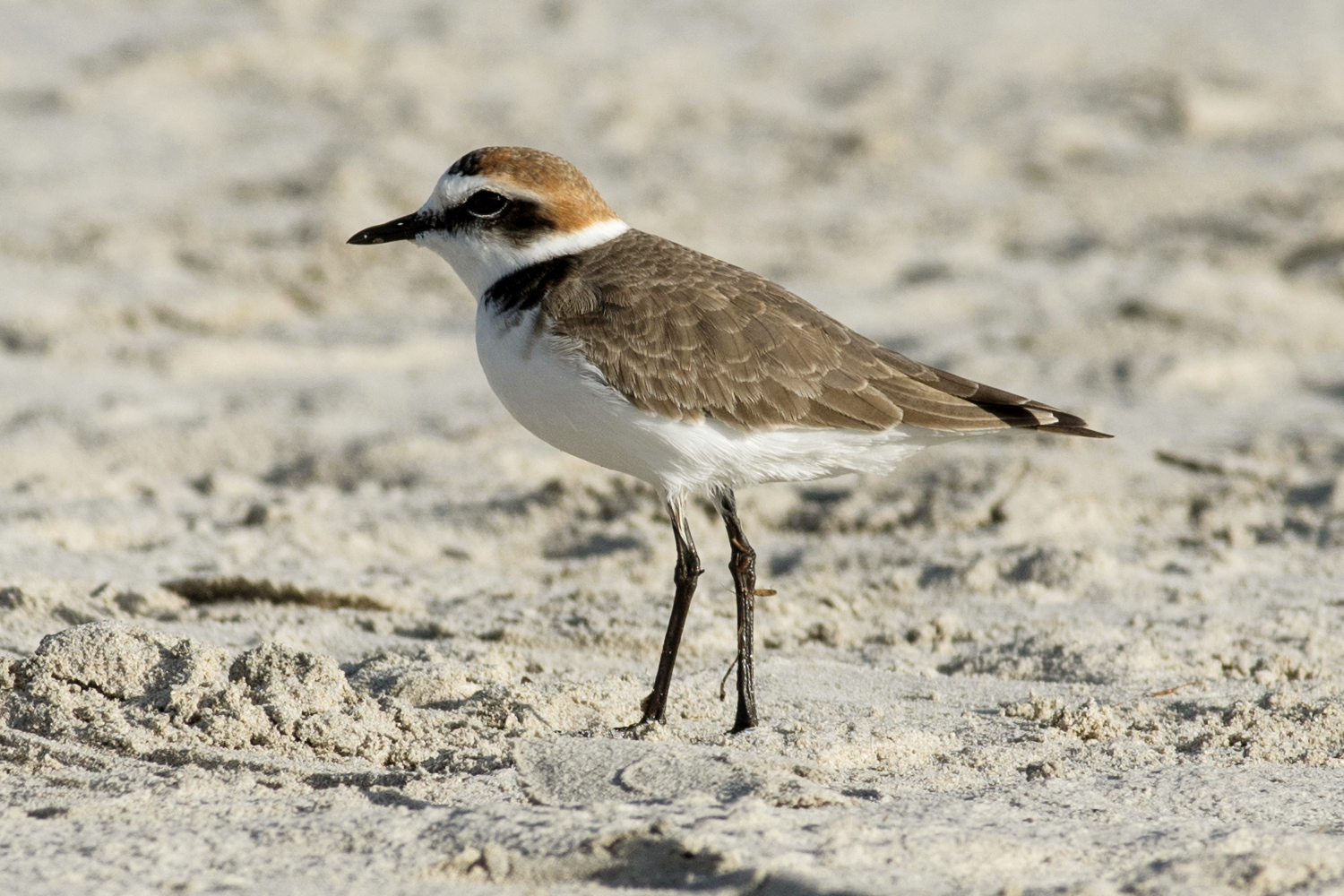
Ejemplar de chorlitejo patinegro

Es una de las que se encuentra más degradada, si bien presenta una elevada potencialidad ya que se encuentra enclavada en una de las zonas menos transformadas del complejo y más aislada, lo que le permitiría ser mejor refugio para los vertebrados que el resto del sistema. Su principal problema es un gran canal de drenaje que se ha construido para usar las aguas para riego, lo que determina que, prácticamente, esté  siempre seca y solo mantenga agua durante breves períodos de tiempo los años de pluviometría media-alta. 
De la vegetación de la orla perilagunar solo se han citado a Scirpus maritimus y Phragmites australis como consecuencia de la degradación sufrida. En la cubeta no se ha citado ninguna especie de macrófito.
En cuanto a la fauna, se encuentran las siguientes especies de crustáceos: Alona sp, Chydorus sphaericus, Daphnia magna,  Dunhevedia crassa, Moina brachiata (Cladoceros), Diacyclops bicuspidatus (Copepodo ciclópido) y Cletocamptus retrogresus  (Copepodo  harpacticoide). Esta comunidad es indicadora de aguas mineralizadas aunque no excesivamente salinas, pero con una concentración relativamente elevada de sulfato, un factor más del interés de esta laguna, ya que aumenta la heterogeneidad espacial del complejo lagunar, que se transmite al resto de los niveles tróficos. Entre las aves citar: ánade real, aguilucho cenizo, polla de agua, focha común, cigüeñuela, avoceta, chorlitejo patinegro, chorlitejo grande, archibebe común y collalba rubia.

#### Laguna Capacete
Esta laguna ha estado muy degradada por los vertidos realizados, hasta fechas recientes, por la granja de cerdos próxima. La mayoría de los datos de que se dispone corresponden a la época contaminada, por lo que es de esperar que la laguna evolucione hacia una mejor calidad y mayor estructuración si se mantiene esta eliminación de vertidos. El estado de conservación de la vegetación de la orla perilagunar es malo pero algo mejor que la de otras lagunas del complejo. Se han detectado: taraje (Tamarix africana), carrizo (Phragmites australis) y algo de vegetación halófila. 
La intensa contaminación orgánica sufrida en la cubeta ha favorecido la proliferación de un plancton compuesto básicamente por bacterias fotosintéticas y cianobacterias, que hace que la luz no llegue al fondo. Esto unido a la contaminación orgánica de los sedimentos  y a la anoxia total de las aguas, han impedido la germinación y desarrollo de macrófitos sumergidos, con sus algas asociadas.
La presencia de vertidos, actualmente eliminados, ha degradado el ecosistema en su conjunto pero ha favorecido la diversidad y riqueza faunística: zampullín chico, zampullín cuellinegro, garcilla bueyera, flamenco rosa, ánade real, ánade friso, cerceta común, pato cuchara, malvasía (su presencia puede indicar una recuperación de la comunidad macrofítica sumergida), aguilucho lagunero, aguilucho cenizo, polla de agua, focha común, cigüeñuela, avoceta, chorlitejo grande, chorlitejo patinegro, correlimos zarapitín, avefría, correlimos menudo, correlimos común, archibebe común, archibebe  claro, andarrios chico, combatiente, alcavarán, gaviota reidora, gaviota sombría, pagaza piconera y fumarel común.